# Dactylolabis parviloba
Dactylolabis parviloba là một loài ruồi trong họ Limoniidae. Chúng phân bố ở miền Tân bắc.